# Literaturjahr 1973
Liste der Literaturjahre

1970 | 1971 | 1972 | Literaturjahr 1973 | 1974 | 1975 | 1976 | 1977 | ► | ►►

Weitere Ereignisse

## Ereignisse
- 28. Dezember: Alexander Issajewitsch Solschenizyns Werk Der Archipel Gulag erscheint in russischer Sprache in einem Pariser Emigrantenverlag.

## Literaturpreise
- Nobelpreis für Literatur: Patrick White

- Nebula Award

- Arthur C. Clarke, Rendezvous with Rama, Rendezvous mit 31/439, Kategorie: Bester Roman
- Gene Wolfe, The Death of Doctor Island, Der Tod von Doktor Eiland auch: Der Tod des Dr. Island, Kategorie: Bester Kurzroman
- Vonda N. McIntyre, Of Mist, and Grass, and Sand, Dunst und Gras und Sand auch: Von Nebel, Gras und Sand, Kategorie: Beste Erzählung
- James Tiptree, Jr., Love Is the Plan the Plan Is Death, Liebe ist der Plan, der Plan ist Tod auch: Der Plan ist Liebe und Tod; Kategorie: Beste Kurzgeschichte

- Hugo Award

- Isaac Asimov, The Gods Themselves, Lunatico oder Die nächste Welt, Kategorie: Bester Roman
- Ursula K. Le Guin, The Word for World is Forest, Das Wort für Welt ist Wald, Kategorie: Bester Kurzroman
- Poul Anderson, Goat Song, Bocksgesang, Kategorie: Beste Erzählung
- R. A. Lafferty, Eurema's Dam, Mutter der Eingebung, Kategorie: Beste Kurzgeschichte
- Frederik Pohl & Cyril M. Kornbluth, The Meeting, Die Entscheidung, Kategorie: Beste Kurzgeschichte (Preis wurde zweimal vergeben)

- Locus Award

- Isaac Asimov, The Gods Themselves, Lunatico oder Die nächste Welt, Kategorie: Bester Roman
- Frederik Pohl, The Gold at the Starbow's End, Kategorie: Bester Kurzroman
- Harlan Ellison, Basilisk, Kategorie: Beste Kurzgeschichte

## Neuerscheinungen
Belletristik
- Aus dem Leben Hödlmosers – Reinhard P. Gruber
- Das Bild im Haus – H. P. Lovecraft
- Das Chamäleon oder Die Kunst, modern zu sein – Richard Christ
- Dormir al sol – Adolfo Bioy Casares
- Durchhalten bis zum Morgen! – Wassil Bykau
- Großaufnahme leicht retuschiert – Marianne Bruns
- Der Honorarkonsul – Graham Greene
- Paratuga kehrt zurück – Jürg Federspiel
- Die Präsidentin – Dieter Kühn
- Stadt ohne Namen – H. P. Lovecraft
- Stör die feinen Leute nicht – Horst Bosetzky (als -ky)
- Die Tochter des Optimisten – Eudora Welty
- Die ungeheuren bergehohen Wellen auf See – Sarah Kirsch
- Eine Urwaldgöttin darf nicht weinen – Heinz G. Konsalik
- Die Zwille – Ernst Jünger

Kinder- und Jugendliteratur
- Das kleine Haus – Virginia Lee Burton
- Der kleine häßliche Vogel – Werner Heiduczek
- Maikäfer flieg! – Christine Nöstlinger
- Momo – Michael Ende
- Mutter Gans – Die alten Ammenreime – Kate Greenaway
- My Cat Likes to Hide in Boxes – Eve Sutton
- Signale aus der Tiefe – Gleb Golubew (deutschsprachige Fassung)
- Eine Woche voller Samstage – Paul Maar

Drama
- Die Unvernünftigen sterben aus – Peter Handke

Sachliteratur/Anthologie
- Haben Sie Hitler gesehen? – „Befragungsbuch“ von Walter Kempowski
- The Oxford Book of Twentieth Century English Verse – Philip Larkin (Hg.)

Weitere Literatur
- Der Junge aus Duala – Dualla Misipo (als Manuskript publiziert)

## Geboren
- 01. Januar: André Marx, deutscher Schriftsteller
- 12. Februar: Mariana Leky, deutsche Schriftstellerin
- 21. Februar: Martin Reichert, deutscher Journalist und Buchautor († 2023)
- 03. März: Abbas Khider, irakisch-deutscher Schriftsteller
- 10. März: Pauls Bankovskis, lettischer Schriftsteller und Publizist († 2020)
- 10. März: Chloé Delaume, französische Schriftstellerin und Essayistin
- 06. Mai: Jonas Moström, schwedischer Schriftsteller und Arzt
- 10. Mai: Tana French, irische Krimi-Schriftstellerin
- 06. Juni: Carsten Steenbergen, deutscher Schriftsteller
- 27. Juni: Shumona Sinha, indisch-französische Schriftstellerin
- 29. Juni: Anne von Canal, deutsche Schriftstellerin und Übersetzerin († 2022)
- 06. Juli: Veit Etzold, deutscher Schriftsteller
- 24. Juli: Anja Utler, deutsche Lyrikerin, Essayistin und Übersetzerin
- 08. August: Abdellah Taïa, marokkanischer Schriftsteller und Journalist
- 09. August: Ulf Torreck, deutscher Schriftsteller
- 13. August: Kamila Shamsie, pakistanisch-britische Schriftstellerin
- 21. August: Maximilian Dorner, deutscher Schriftsteller († 2023)
- 25. August: Courttia Newland, britischer Schriftsteller
- 30. August: Nina George, deutsche Schriftstellerin
- 09. September: Zaza Burchuladze, georgischer Schriftsteller, Dramatiker und Übersetzer
- 17. September: Peter Daniell Porsche, deutscher Schriftsteller
- 28. September: Cornelius Hartz, deutscher Altphilologe, Lektor, Schriftsteller und Übersetzer
- 08. Oktober: Murmel Clausen, deutscher Drehbuch- und Romanautor
- 10. Oktober: Kalju Kruusa, estnischer Dichter und Übersetzer
- 26. November: Theresia Prammer, österreichische Romanistin, Autorin, Übersetzerin und Essayistin
- 31. Dezember: Ron Winkler, deutscher Dichter, Übersetzer, Herausgeber

### Genaues Datum unbekannt
- Uta Degner, deutsche Germanistin, Autorin und Herausgeberin
- Que Du Luu, deutsche Schriftstellerin
- Beate Tröger, deutsche Literaturkritikerin
- Juan Pablo Villalobos, mexikanischer Schriftsteller

## Gestorben
- 22. Februar: Elizabeth Bowen, irische Schriftstellerin (* 1899)
- 06. März: Pearl S. Buck, US-amerikanische Schriftstellerin und Literaturnobelpreisträgerin (* 1892)
- 21. April: Kemal Tahir, türkischer Schriftsteller und Übersetzer (* 1910)
- 20. Mai: Philipp Keller, deutscher Schriftsteller und Mediziner (* 1891)
- 29. Juli: Henri Charrière, französischer Schriftsteller (* 1906)
- 31. Juli: Guido Morselli, italienischer Schriftsteller (* 1912)
- 08. August: Julius Salter, deutscher Verleger (* 1899)
- 02. September: J. R. R. Tolkien, britischer Schriftsteller und Philologe (* 1892)
- 28. Oktober: Tāhā Husain, ägyptischer Schriftsteller (* 1889)
- 13. Dezember: Henry Green, britischer Schriftsteller (* 1905)